# Live! at the Star-Club in Hamburg, Germany; 1962
Live! at the Star-Club in Hamburg, Germany; 1962 è un doppio album contenente esibizioni dal vivo del gruppo musicale britannico The Beatles, registrate nel tardo dicembre del 1962 presso lo Star-Club durante il loro soggiorno finale ad Amburgo. L'album è stato pubblicato nel 1977 in due versioni differenti.
I concerti furono registrati usando un registratore amatoriale a microfono singolo e questa fu la causa della bassa qualità sonora del disco.
Nonostante la scarsa qualità audio, i nastri restano un importante documento storico che illustra il periodo amburghese dei Beatles, quando Ringo Starr era appena entrato in formazione ma prima dell'inizio della Beatlemania. I Beatles cercarono invano di impedire l'uscita del bootleg, ma le registrazioni furono pubblicate svariate volte fino al 1998, quando i membri sopravvissuti dei Beatles acquistarono i diritti ufficiali di pubblicazione dei nastri.

## Storia
I cinque soggiorni dei Beatles ad Amburgo tra il 1960 e il 1962 permisero alla band di Liverpool di sviluppare e affinare la loro abilità come gruppo musicale. Il batterista Pete Best venne reclutato nella band nell'agosto 1960 in occasione del primo ingaggio in Amburgo, dove suonarono per 48 serate nel locale Indra Club e in seguito per altre 58 serate al Kaiserkeller. I Beatles ritornarono in Amburgo nell'aprile 1961 per suonare al Top Ten Club per un ingaggio di tre mesi di durata.
Un nuovo locale musicale, lo Star-Club, aprì i battenti il 13 aprile 1962, e i Beatles vi si esibirono per le prime sette settimane di apertura. Il gruppo tornò nuovamente ad Amburgo nel novembre e dicembre 1962 per la quarta e quinta volta, essendo già stati scritturati anticipatamente dallo Star-Club per esibirsi in concerto. A differenza che nei loro primi tre ingaggi, il batterista del gruppo era adesso Starr, che aveva rimpiazzato Best in agosto.

## Registrazione
Spezzoni dell'esibizione finale dei Beatles allo Star-Club (insieme ad altri concerti) furono registrati dall'impresario del locale, Adrian Barber, per conto di Ted "Kingsize" Taylor. Barber utilizzò un registratore Grundig, piazzando un unico microfono davanti al palco. Taylor, leader dei The Dominoes (che suonavano anche loro nel club), disse che John Lennon acconsentì al fatto che il gruppo venisse registrato in cambio della fornitura da parte di Taylor di birra gratis per il gruppo durante i concerti.
I nastri catturano i Beatles che eseguono circa 33 canzoni diverse, più qualche altro brano che si ripete. Delle 30 canzoni, solo due sono composizioni originali di Lennon/McCartney. Le altre sono un vario assortimento di cover di svariati artisti amati dalla band come Chuck Berry, Carl Perkins e Gene Vincent.
Taylor riferì in seguito di aver tentato di vendere i nastri a Brian Epstein a metà degli anni sessanta, ma che Epstein rifiutò dicendo che secondo lui non avevano valore commerciale data la cattiva qualità sonora. Taylor tenne i nastri a casa sua, fino a quando, nel 1973, decise di riprovare a venderli per guadagnarci qualcosa. Il primo manager dei Beatles, Allan Williams, racconta invece una diversa versione dei fatti rispetto a Taylor, affermando che quando Taylor fece ritorno a Liverpool, egli lasciò i nastri a un tecnico per trasformarli in un potenziale album. Il progetto non decollò mai e il tecnico cambiò lavoro, lasciando i nastri incustoditi per parecchio tempo. Nel 1972, Williams, Taylor, e il tecnico ritornarono negli uffici ormai abbandonati e trovarono i nastri «sotto un cumulo di macerie sul pavimento.»
Quando l'esistenza dei nastri venne resa nota pubblicamente nel luglio del 1973, Williams pensò di chiedere alla Apple non meno di 100.000 sterline per essi. Successivamente però, quando Williams si incontrò con George Harrison e Ringo Starr, abbassò le sue pretese, e chiese soltanto 5.000 sterline, ma i due rifiutarono comunque. Allora, Williams e Taylor unirono le loro forze con Paul Murphy, capo della Buk Records, per cercare di pubblicare il disco.

## Pubblicazione
Murphy acquistò i nastri e formò una nuova compagnia, la Lingasong Records, specificatamente per pubblicare il disco. Dopo un tentativo senza successo fatto dai Beatles per bloccarne l'uscita, Live! at the Star-Club in Hamburg, Germany; 1962 venne infine pubblicato dalla Lingasong. L'album apparve dapprima in Germania nell'aprile 1977, e poi venne pubblicato anche in Gran Bretagna il mese seguente. Per l'uscita statunitense del disco nel giugno 1977, furono tolte quattro canzoni e rimpiazzate con altri brani presi sempre dagli stessi nastri.

## Accoglienza
L'album ebbe un limitato impatto commerciale, raggiungendo al massimo il 111º posto in classifica negli Stati Uniti. L'insuccesso del disco viene spesso imputato alla scarsa qualità sonora di registrazione. Il critico di Rolling Stone John Swenson definì l'album "registrato malissimo ma affascinante" e commentò che mostrava il lato "rude, selvaggio e potente" dei Beatles.

## Tracce

### Versione tedesca e inglese
(Bellaphon BLS5560/Lingasong LNL1)
Lato 1
1. Introduzione / I Saw Her Standing There (John Lennon, Paul McCartney) – 0:34/2:22
2. Roll Over Beethoven (Chuck Berry) – 2:15
3. Hippy Hippy Shake (Chan Romero) – 1:42
4. Sweet Little Sixteen (Berry) – 2:45
5. Lend Me Your Comb (Kay Twomey, Fred Wise, Ben Weisman) – 1:44
6. Your Feet's Too Big (Ada Benson, Fred Fisher) – 2:18

Lato 2
1. Twist and Shout (Phil Medley, Bert Russell) – 2:03
2. Mr. Moonlight (Roy Lee Johnson) – 2:06
3. A Taste of Honey (Bobby Scott, Ric Marlow) – 1:45
4. Bésame mucho (Consuelo Velázquez, Sunny Skylar) – 2:36
5. Reminiscing (King Curtis) – 1:41
6. Kansas City/Hey, Hey, Hey, Hey (Jerry Leiber e Mike Stoller, Richard Penniman) – 2:09

Lato 3
1. Nothin' Shakin' (But the Leaves on the Trees) (Eddie Fontaine, Cirino Colacrai, Diane Lampert, John Gluck); – 1:15
2. To Know Her Is to Love Her (Phil Spector) – 3:02
3. Little Queenie (Berry) – 3:51
4. Falling in Love Again (Can't Help It) (Frederick Hollander, Sammy Lerner) – 1:57
5. Ask Me Why (Lennon, McCartney) – 2:26
6. Be-Bop-A-Lula (Gene Vincent, Bill Davis) – 2:29
  - Con la partecipazione vocale di Fred Fascher, un cameriere dello Star-Club[15]
7. Hallelujah I Love Her So (Ray Charles) – 2:10
  - Con la partecipazione vocale di Horst Fascher, direttore dello Star-Club[15]

Lato 4
1. Red Sails in the Sunset (Jimmy Kennedy, Hugh Williams) – 2:00
2. Everybody's Trying to Be My Baby (Carl Perkins) – 2:25
3. Matchbox (Perkins) – 2:35
4. I'm Talking About You (Berry) – 1:48
5. Shimmy Like Kate (Armand Piron, Fred Smith, Cliff Goldsmith) – 2:17
  - Basata sull'arrangiamento fatto dai The Olympics del brano I Wish I Could Shimmy Like My Sister Kate; conosciuto anche come Shimmy Shimmy o Shimmy Shake
6. Long Tall Sally (Enotris Johnson, Robert Blackwell, Penniman) – 1:45
7. I Remember You (Johnny Mercer, Victor Schertzinger) – 1:54

### Versione USA
(Lingasong/Atlantic LS-2-7001)
La versione americana del disco include gli stessi brani tranne I Saw Her Standing There, Twist and Shout, Reminiscing, e Ask Me Why, sostituiti dalle seguenti quattro canzoni:
1. Introduzione / I'm Gonna Sit Right Down and Cry (Over You) (Joe Thomas, Howard Biggs) – 3:04
2. Where Have You Been All My Life? (Barry Mann, Cynthia Weil) – 1:55
3. Till There Was You (Meredith Willson) – 1:59
4. Sheila (Tommy Roe) – 1:56

## Formazione
- George Harrison – chitarra solista; armonie vocali e cori; voce sulle tracce 2, 11, 13, 21, US17.
- John Lennon – chitarra ritmica; armonie e cori; armonica sulla traccia 26; voce sulle tracce 4, 5, 7, 8, 14, 17, 22, 23, 24, US1, US7.
- Paul McCartney – basso; armonie e cori; voce sulle tracce 1, 3, 5, 6, 9, 10, 12, 15, 16, 20, 25, 26, US11.
- Ringo Starr – batteria e percussioni varie.